# Eucheirophaga lugubris
Eucheirophaga lugubris är en tvåvingeart som beskrevs av James 1945. Eucheirophaga lugubris ingår i släktet Eucheirophaga och familjen parasitflugor. Inga underarter finns listade i Catalogue of Life.